# Méthylammonium
 (février 2011).
Si vous disposez d'ouvrages ou d'articles de référence ou si vous connaissez des sites web de qualité traitant du thème abordé ici, merci de compléter l'article en donnant les références utiles à sa vérifiabilité et en les liant à la section « Notes et références ».
L'ion méthylammonium (CH3NH3+) est un cation organique. C'est l'acide conjugué de la méthylamine (CH3NH2) qui appartient à la famille des amines alkylées. Sa structure moléculaire est celle d'un ion ammonium (NH4+) dans lequel un atome d'hydrogène de l'ammonium est remplacé par le groupe méthyle (CH3). Sa masse molaire est de 32,065 g/mol.
C'est le cation du chlorure de méthylammonium (CH3NH3Cl).